# Kawaleryjskie kursy Legionów Polskich
Kawaleryjskie kursy Legionów Polskich – szkoła podoficerska i oficerska kawalerii Legionów Polskich.

## Organizacja kursów, ich przebieg i wyniki
W trzeciej dekadzie listopada Legiony Polskie zostały przetransportowane z rejonu przyfrontowego na obszar Królestwa Polskiego. Dyslokacja oddziałów legionowych była następstwem aktu 5 listopada, podpisanego przez przedstawicieli dwóch zaborców. W ramach wspomnianej dyslokacji 1 Pułk Ułanów Legionów Polskich stanął w Ostrołęce.
W lutym 1917 roku, w związku z planami organizacji Wojska Polskiego w oparciu o kadry Legionów Polskich, przestąpiono do szkolenia stanów osobowych pułku. 5 lutego w Ostrołęce rozpoczął się kawaleryjski kurs oficerski, nazywany również niższym kawaleryjskim kursem oficerskim lub kursem kawaleryjskiej szkoły oficerskiej. Na stanowisko komendanta kursu oficerskiego wyznaczony został rotmistrz Janusz Głuchowski. Następnego dnia rozpoczął się kawaleryjski kurs podoficerski pod komendą podporucznika Stefana Kuleszy. Obaj komendanci byli doświadczonymi oficerami frontowymi, którzy swoją służbę rozpoczęli w patrolu konnym Beliny.
5 lutego na kurs oficerski stawiło się 97 słuchaczy, a w czasie jego trwania przybyło kolejnych 11 uczestników. Egzamin końcowy w dniu 31 marca zdało 89 słuchaczy. Kolejnych 15 uczestników „uznano za niezdolnych”, a 4 nie przystąpiło do egzaminu.
3 lutego na kurs podoficerski stawiło się 34 podoficerów oraz 108 ułanów i starszych ułanów. W czasie trwania tego kursu ubyło do szpitala 9 podoficerów i 13 ułanów. Usunięto z kursu jednego podoficera i 15 ułanów, natomiast przyjęto na kurs jednego podoficera i 28 ułanów. Stan słuchaczy w dniu 1 kwietnia wynosił: 23 podoficerów oraz 110 ułanów i starszych ułanów, a także 65 koni. Egzaminy na tym kursie zostały przeprowadzone w dniach 28 marca – 4 kwietnia 1917 roku. Egzamin zdało 107 podoficerów i ułanów, „odstąpiło od egzaminu” czterech, „nie zdawało” dwóch, „nie zdało” dwudziestu. Dwudziestu absolwentów kursu zdało egzamin z wynikiem bardzo dobrym, pięćdziesięciu jeden z wynikiem dobrym i trzydziestu sześciu z wynikiem dostatecznym.
W czasie kursu oficerskiego przeprowadzono jednodniowe ćwiczenie taktyczne, połączone z kursem podoficerskim, a ponadto 26 godzin praktycznych ćwiczeń pieszych i 28 godzin ćwiczeń konnych, natomiast w trakcie kursu podoficerskiego przeprowadzono dwa ćwiczenia polowe oraz 55 godzin ćwiczeń pieszych i 32 godziny ćwiczeń konnych.
Absolwenci kursu oficerskiego otrzymali „świadectwa ukończenia 6 tygodniowego kursu kawaleryjskiego”. Świadectwa były podpisane przez komendanta pułku, komendanta kursu oraz członków komisji egzaminacyjnej. Świadectwa były numerowane. Świadectwo wydane ułanowi Stefanowi Ustupskiemu miało numer „87”.
Wykładowcami na obu kursach byli oficerowie 1 Pułku Ułanów:
| Nazwa przedmiotu                                      | Na kursie oficerskim                 | Na kursie podoficerskim             |
| ----------------------------------------------------- | ------------------------------------ | ----------------------------------- |
| taktyka                                               | rtm. Janusz Głuchowski               | ppor. Zygmunt Piasecki              |
| służba łączności                                      |                                      | ppor. Zygmunt Piasecki              |
| artyleria                                             | por. Jerzy Pytlewski                 |                                     |
| fortyfikacja                                          | por. Jerzy Pytlewski                 | chor. Ludwik Kmicic-Skrzyński       |
| gazy                                                  | chor. Ludwik Kmicic-Skrzyński        | chor. Ludwik Kmicic-Skrzyński       |
| topografia (terenoznawstwo)                           | por. Antoni Jabłoński                | por. Antoni Jabłoński               |
| hippologia (nauka o koniu)                            | ppor. lek. wet. Kazimierz Zagrodzki  | ppor. lek. wet. Kazimierz Zagrodzki |
| higiena                                               | por. lek. dr Ksawery Maszadro        | por. lek. dr Ksawery Maszadro       |
| historia wojen                                        | por. Tadeusz Śmigielski              | ppor. Stanisław Stetkiewicz         |
| pionierstwo (szkoła pionierów i telefonistów)         | por. Tadeusz Śmigielski              |                                     |
| nauka o broni, organizacja armii, stylistyka wojskowa |                                      | ppor. Romuald Niementowski          |
| stylistyka wojskowa                                   | Edward Kleszczyński                  |                                     |
| regulamin garnizonowy (służba wewnętrzna)             | Edward Kleszczyński                  | Edward Kleszczyński                 |
| organizacja armii                                     | ppor. Jan Andrzej Feliks Mieszkowski |                                     |
| regulamin musztry                                     | por. Stanisław Grzmot-Skotnicki      |                                     |

20 lipca 1917 roku absolwenci obu kursów, którzy byli poddanymi Królestwa Polskiego i odmówili złożenia przysięgi, zostali skierowani do obozu internowania w Szczypiornie.
Równolegle z kursami kawaleryjskim zorganizowano i przeprowadzono dwa kursy administracyjne: oficerski i podoficerski. Komendantem kursów był chor. Marian Węgrzynowski. 11 lutego rozpoczął się kurs podoficerski, w którym uczestniczyli także wszyscy słuchacze kursu oficerskiego. 19 lutego egzaminy złożyło 9 słuchaczy kursu podoficerskiego. Słuchacze kursu oficerskiego kontynuowali naukę do 31 marca. Tego dnia egzamin złożyło z wynikiem pomyślnym 26 podoficerów i ułanów. Komendant kursów w raporcie złożonym 1 kwietnia stwierdził, że wszyscy słuchacze „po odbyciu odpowiedniej praktyki będą w stanie z chwilą wprowadzenia administracji niemieckiej objąć funkcje oficerów kasowych”.

## Absolwenci kawaleryjskiego kursu oficerskiego
| Absolwenci kawaleryjskiego kursu oficerskiego | Absolwenci kawaleryjskiego kursu oficerskiego | Absolwenci kawaleryjskiego kursu oficerskiego | Absolwenci kawaleryjskiego kursu oficerskiego                                                                                                   |
| Lp.                                           | stopień                                       | imię i nazwisko oraz pseudonim                | Informacje o późniejszym etapie służby wojskowej oraz dacie i miejscu śmierci                                                                   |
| Ukończyli z wynikiem bardzo dobrym            | Ukończyli z wynikiem bardzo dobrym            | Ukończyli z wynikiem bardzo dobrym            | Ukończyli z wynikiem bardzo dobrym |
| --------------------------------------------- | --------------------------------------------- | --------------------------------------------- | --- |
| 11                                            | wachmistrz sztabowy                           | Bohdan Stachlewski ps. „Dan”                  | pułkownik, dowódca 25 puł., odznaczony VM, KN, OOP5 i KWx2, †1939                                                                               |
| 2                                             | wachmistrz szef                               | Julian Filipowicz ps. „Pobóg”, „Róg”, „Kogan” | generał brygady, dowódca Wołyńskiej BK, odznaczony VM, KN, KWx2, †14 VIII 1945 Otwock                                                           |
| 3                                             | wachmistrz szef                               | Bronisław Rakowski ps. „Kuc”                  | generał brygady, dowódca 2 Dywizji Pancernej, odznaczony VM, KN, OOP4, KWx4, †28 XII 1950 Buenos Aires                                          |
| 4                                             | wachmistrz                                    | Stanisław Pietruski                           | kapitan pilot 308 dywizjonu myśliwskiego, odznaczony VM, KW, † 2 II 1971 Wrocław                                                                |
| 5                                             | wachmistrz                                    | Józef Smoleński ps. „Kolec”                   | generał brygady, szef Oddział II SG, odznaczony VM, KN, OOP3, OOP4, KWx4, † 19 I 1978 Londyn                                                    |
| 6                                             | wachmistrz                                    | Stefan Wendorff ps. „Konopka”                 | żołnierz 1. kompanii kadrowej, w 1934 r. kapitan rezerwy administracji, odznaczony VM, KN i KWx2, † 1 VIII 1969                                 |
| 7                                             | wachmistrz                                    | Hipolit Wyrzykowski                           | ur. 8 X 1891, w 1932 r. rotmistrz 2 puł., odznaczony KN i KW                                                                                    |
| Ukończyli z wynikiem dobrym                   |                                               |                                               | |
| 8                                             | wachmistrz sztabowy                           | Wojciech Bucior ps. „Kunigas”                 | major taborów, starosta powiatowy w Sanoku i Trembowli, odznaczony VM, KN, KWx2, ZKZ, † 1940 ULK                                                |
| 9                                             | wachmistrz szef                               | Tadeusz Osiński ps. „Brzęk”                   | major, poseł na Sejm III i IV kadencji, odznaczony OOP2, VM, KNzM, OOP5, KWx4, † 10 IX 1983 Radom                                               |
| 10                                            | wachmistrz                                    | Janusz Albrecht ps. „Ozimiński”               | pułkownik dyplomowany, dowódca 1 pszwol., szef sztabu KG ZWZ, odznaczony VM, KN, KWx2, † 6 IX 1941 Warszawa                                     |
| 11                                            | wachmistrz                                    | Stanisław Bujwid                              | ur. 8 VII 1895, syn Odo, w 1934 r. porucznik rezerwy inżynier 8 puł.,                                                                           |
| 12                                            | wachmistrz                                    | Henryk Dobranicki ps. „Kazimierz”             | ur. 1 VI 1892, † 11 I 1919 Bartatów jako ppor. 1 p. strz. lwowskich, pośm. mianowany por. (ppor.), KN (2 sierpnia 1931 i 4 listopada 1933) i KW |
| 13                                            | wachmistrz                                    | Józef Grad-Soniński ps. „Zbigniew Sowiński”   | pułkownik, w 1939 r. dowódca OZ Kawalerii „Wołkowysk”, odznaczony VM, KN, KW i ZKZ, † 20 I 1966 Wielka Brytania                                 |
| 14                                            | wachmistrz                                    | Jan Kapuściński                               | ur. 23 XI 1889 Wróblówka |
| 15                                            | wachmistrz                                    | Emil Franciszek Mecnarowski                   | generał brygady doktor, prezydent Najwyższego Sądu Wojskowego, odznaczony OOP3, KN, KWx4, † 21 VII 1968 Warszawa                                |
| 16                                            | wachmistrz                                    | Janusz Olszamowski ps. „Łaszczyc”             | porucznik, adiutant J. Piłsudskiego, VM, KN, †23 V 1920 Żytomierz                                                                               |
| 17                                            | wachmistrz                                    | Michał Pohoski ps. „Stawicz”                  | † 16 VIII 1920 Turowola, jako podporucznik 7 puł.                                                                                               |
| 18                                            | wachmistrz                                    | Marian Skrzynecki                             | podpułkownik, dowódca 7 puł., odznaczony VM, KN, OOP5, KWx3, † 3 X 1939 Mościska                                                                |
| 19                                            | wachmistrz                                    | Henryk Świderski ps. „Orlęcki”                | † 27 IX 1920 Rohaczów, jako porucznik 1 pszwol., kawaler VM, „świetny rębacz i doskonały oficer”                                                |
| 20                                            | wachmistrz                                    | Wacław Święcki                                | ur. 22 XII 1898, w 1934 r. podporucznik rezerwy 2 puł., PKU Warszawa Miasto III                                                                 |
| 21                                            | kapral                                        | Wacław Budzyński                              | w 1934 r. porucznik rezerwy, odznaczony VM, KN i KWx3, poseł na Sejm IV kadencji, † 1939                                                        |
| 22                                            | kapral                                        | Jan Dąbrowski                                 | odznaczony VM, jako podporucznik 7 puł. |
| 23                                            | kapral                                        | Jerzy Gliński ps. „Eustachy”                  | żołnierz 2. plutonu 1. kompanii kadrowej, podpułkownik, odznaczony VM, KN, KWx2, ZKZ, † 4 XI 1940 Edynburg                                      |
| 24                                            | kapral                                        | Tadeusz Jakubski                              | rotmistrz 7 puł., kawaler VM, † 16 VIII 1920 w bitwie pod Cycowem                                                                               |
| 25                                            | kapral                                        | Ignacy Kowalczewski ps. „Sęp”                 | pułkownik, dowódca 5 psk, 17 puł. i 4 ppanc oraz Wlkp. BK, odznaczony VM4, VM5, KN, KWx4, † 19 XII 1976 Penley                                  |
| 26                                            | kapral                                        | Tomasz Kozłowski                              | w 1923 r. podporucznik rezerwy 11 puł., poseł na Sejm III i IV kadencji, odznaczony VM, KN, OOP4, KW, † 14 VII 1946 Mielno                      |
| 27                                            | kapral                                        | Adam Jan Bolesław Michalewski                 | w 1934 r. rotmistrz rezerwy 1 pszwol, w 1944 r. major, adiutant szefa Sztabu NW,                                                                |
| 28                                            | kapral                                        | Stanisław Mittelstaedt ps. „Rawicz”           | w 1932 r. major, rejonowy inspektor koni w Ciechanowie, odznaczony KN, KWx2 i SKZ                                                               |
| 29                                            | kapral                                        | Franciszek Stachowicz ps. „Franek”            | podpułkownik dyplomowany, dowódca dppanc 10 BK, szef sztabu WBPM, odznaczony KN, KW, † 3 V 1941 Oflag VII A Murnau                              |
| 30                                            | kapral                                        | Adam Korwin-Sokołowski                        | podpułkownik dyplomowany, szef Gabinetu MSWojsk., wojewoda nowogrodzki, odznaczony VM, KN, OOP4 i KWx4                                          |
| 31                                            | kapral                                        | Ksawery Józef Karol Zalewski                  | rotmistrz rezerwy 1 pszwol., odznaczony VM, KN, KWx4, tyt. I sekretarz PP w Teheranie, † 17 II 1939 Teheran                                     |
| 32                                            | kapral                                        | Włodzimierz Zieliński                         | major piechoty, konsul w Konsulacie Generalnym RP w Paryżu, odznaczony KN, KWx2, SKZ, † 1948 Paryż                                              |
| 33                                            | st. ułan                                      | Władysław Dunin-Borkowski ps. „Dunin”         | rotmistrz, kawaler VM, † 27 III 1922 Zakopane                                                                                                   |
| 34                                            | st. ułan                                      | Stefan Eichler vel Ejchler                    | podpułkownik, odznaczony KN, KWx2 i SKZ, † 12 III 1980 Wrexham                                                                                  |
| 35                                            | st. ułan                                      | Tadeusz Jaroszewicz ps. „Morgan”              | podpułkownik dyplomowany, attaché wojskowy w Helsingforsie, odznaczony VM, KNzM, KWx4, † 28 VIII 1934 Warszawa                                  |
| 36                                            | st. ułan                                      | Marian Euzebiusz Kiedrzyński ps. „Mar”        | ur. 16 XII 1889, odznaczony KW, porucznik rezerwy, PKU Białystok, oficer PP                                                                     |
| 37                                            | st. ułan                                      | Iwo Moraczewski ps. „Iwo”, „Cholewa”          | ur. 1 III 1890, doktor, w 1934 porucznik rezerwy, PKU Lida, OKO Nr III                                                                          |
| 38                                            | st. ułan                                      | Wacław Przybysz ps. „Porzecki”                | podporucznik 1 pszwol., kawaler VM, † 28 I 1919 Krystynopol                                                                                     |
| 39                                            | st. ułan                                      | Józef Radziwiłłowicz-Szostak                  | pułkownik dyplomowany, dowódca 13 puł., szef Operacji KG AK, odznaczony VM4, VM5, KN, KWx6, † 11 II 1984 Łódź                                   |
| 40                                            | st. ułan                                      | Zygmunt Sokołowski ps. „Korwin”               | podporucznik 1 pszwol., kawaler VM, † 10 XII 1918 Dołhobyczów                                                                                   |
| 41                                            | st. ułan                                      | Stefan Szyller                                | podporucznik 1 pszwol., kawaler VM, † 4 VII 1919 Horodyszcze                                                                                    |
| 42                                            | st. ułan                                      | Edward Wilczyński ps. „Waganiec”              | tytularny podpułkownik, w 1928 r. kwatermistrz 7 puł., odznaczony VM, KWx2, starosta powiatowy w Kole, † 1937                                   |
| 43                                            | st. ułan                                      | Józef Staszel                                 | ur. 26 II 1895, w 1934 r. podporucznik pospolitego ruszenia, PKU Nowy Targ                                                                      |
| Z wynikiem dostatecznym                       |                                               |                                               | |
| 44                                            | wachmistrz szef                               | Tadeusz Kurnatowski ps. „Opolec”              | podpułkownik, dowódca 17 puł., 18 puł. i OZ Kawalerii „Stanisławów”, odznaczony VM, KN i KW, † 28 IX 1939 Berehowo                              |
| 45                                            | wachmistrz                                    | Adam Borkowski                                | ur. 1 XII 1889 Kielce, wachmistrz 11 puł. |
| 46                                            | wachmistrz                                    | Wacław Haczyński                              | w 1934 r. rotmistrz pospolitego ruszenia, major?, poseł na Sejm IV kadencji, odznaczony VM, KN i KWx4, † 1940 Katyń                             |
| 47                                            | wachmistrz                                    | Józef Koczwara ps. „Strzelec”, „Zbigniew”     | pułkownik, dowódca 2 ppanc i 2 puł., odznaczony VM, KN, OOP4, KWx4, † 6 V 1978 Tarnów                                                           |
| 48                                            | wachmistrz                                    | Stanisław Królicki                            | pułkownik, dowódca 1 psk i 7 psk, odznaczony VM4, VM5, KN, KWx5, † 28 IX 1939 Modlin                                                            |
| 49                                            | wachmistrz                                    | Józef Pętkowski ps. „Wiesław”                 | podpułkownik dyplomowany, dowódca 19 puł., odznaczony VM, KN, OOP5, KWx2, ZKZ, † 1940                                                           |
| 50                                            | wachmistrz                                    | Eugeniusz Piecek „Chwalibóg”                  | podpułkownik, odznaczony VM, KN, SKZ, † 19 IX 1940 Palmiry                                                                                      |
| 51                                            | wachmistrz                                    | Zygmunt Przepałkowski ps. „Młot”              | rotmistrz, żołnierz 1. kompanii kadrowej, starosta powiatowy m.in. w Przasnyszu, odznaczony KN, KWx4 i ZKZ, † 1940 Katyń                        |
| 52                                            | wachmistrz                                    | Franciszek Rajpold ps. „Skołuba”              | ? Franciszek Ksawery Rajpold, w 1934 r. podporucznik rezerwy 1 pszwol., PKU Piotrków                                                            |
| 53                                            | wachmistrz                                    | Adolf Rudnicki ps. „Cedro”                    | major, odznaczony VM i KWx3 |
| 54                                            | wachmistrz                                    | Edmund Tarnasiewicz ps. „Heldut”              | pułkownik, żołnierz 1. kompanii kadrowej, dowódca 16 puł., odznaczony VM, KN, OOP3, KWx4, † 2 IV 1952 Londyn                                    |
| 55                                            | wachmistrz                                    | Leon Trojanowski                              | major, kwatermistrz 5 puł., odznaczony VM, KN, KWx4, † 26 I 1934 Warszawa                                                                       |
| 56                                            | wachmistrz                                    | Jan Feliks Zarzycki ps. „Nowina”              | major, dowódca szwadronu zapasowego 24 puł., odznaczony VM, KWx3 i SKZ, † 9 IV 1931 Kraśnik                                                     |
| 57                                            | wachmistrz                                    | Konrad Zembrzuski ps. „Bury”, „Doliwa”        | pułkownik, żołnierz 1. kompanii kadrowej, dowódca 15 puł., odznaczony VM, KN, KWx4, † 1940 Katyń, pośm. gen. bryg.                              |
| 58                                            | wachmistrz                                    | Franciszek Żarnowski                          | podpułkownik, RIK Kielce, w 1934 r. w ewidencji PKU Kielce, odznaczony VM, KN, KWx4, † 22 VII 1938                                              |
| 59                                            | kapral                                        | Eugeniusz Dąmbski                             | major, RIK Ciechanów, odznaczony KN, KW, SKZ, mąż Poli Negri, † 21 XI 1971 Warszawa                                                             |
| 60                                            | kapral                                        | Ludwik Horodyski                              | rotmistrz, odznaczony VM, KN, † 1940 ULK |
| 61                                            | kapral                                        | Franciszek Gabriel Kietliński „Odrowąż”       | r. 1896 |
| 62                                            | kapral                                        | Stanisław Klepacz                             | pułkownik, dowódca 11 puł., komendant Obwodu Śródmieście AK, odznaczony VM, KN, KWx5, † 24 IX 1958 Nowy Jork                                    |
| 63                                            | kapral                                        | Julian Kelm ps. „Koperczyński”                | rotmistrz, żołnierz 1. kompanii kadrowej, dowódca szwadronu w 3 pszwol., odznaczony KN i KWx3, † 21 I 1923 Warszawa                             |
| 64                                            | kapral                                        | Kazimierz Kosiarski                           | pułkownik, dowódca 18 puł. i 5 psk, odznaczony VM4, VM5, KN, KWx5, † 20 XII 1974 Cerkwica                                                       |
| 65                                            | kapral                                        | Ludomir Kosiński                              | ur. 19 II 1885 Suchedniów, porucznik rezerwy, w 1934 r. w ewidencji PKU Kielce, kawaler VM                                                      |
| 66                                            | kapral                                        | Stanisław Kreczunowicz                        | ur. 8 V 1894, porucznik pospolitego ruszenia, w 1934 r. w ewidencji PKU Wilejka, kawaler VM                                                     |
| 67                                            | kapral                                        | Adam Królikiewicz                             | major, olimpijczyk, szef ekwitacji Centrum Wyszkolenia Kawalerii, odznaczony VM, KN, KW, † 4 V 1966 Konstancin                                  |
| 68                                            | kapral                                        | Karol Mrozowski                               | ur. 27 X 1888 Cieśle, służył w 2. szwadronie, 20 VII 1917 skierowany do Szczypiorna                                                             |
| 69                                            | kapral                                        | Karol Nachtlicht ps. „Światełko”              | ur. 10 VIII 1893, † 1941 Warszawa, w 1934 r. porucznik rezerwy 11 puł., odznaczony VM                                                           |
| 70                                            | kapral                                        | Kazimierz Peszkowski                          | major, odznaczony VM, KN, KWx2 |
| 71                                            | kapral                                        | Józef Plackowski ps. „Ruszczyc”               | podpułkownik, zastępca dowódcy 10 puł., odznaczony KN, KW, jeniec Oflagu VII A Murnau                                                           |
| 72                                            | kapral                                        | Tadeusz Pytlewski ps. „Prawdzic”              | brat Jerzego, w 1924 r. rotmistrz rezerwy 25 puł., odznaczony VM, KWx2                                                                          |
| 73                                            | kapral                                        | Wojciech Siemaszko                            | † 12 X 1920 Korosteń, jako podporucznik 2 puł., kawaler VM                                                                                      |
| 74                                            | st. ułan                                      | Aleksander Bieliński ps. „Szeliga”, „Onio”    | † 16 VIII 1920 Turowola, jako rotmistrz 7 puł., kawaler VM                                                                                      |
| 75                                            | st. ułan                                      | Wacław Calewski                               | major, zastępca dowódcy OZ Kaw. „Łuków”, odznaczony VM, KN, KWx4, † 1940 Charków                                                                |
| 76                                            | st. ułan                                      | Eugeniusz Chrościcki                          | rotmistrz rezerwy, w 1934 r. porucznik rezerwy 25 puł., PKU Łuków, odznaczony VM, KN i KW, † 1940 Charków                                       |
| 77                                            | st. ułan                                      | Juliusz Dudziński                             | mjr kaw. rez., dowódca ochotniczego oddziału obrony Lublina, odznaczony VM i KN, † 17 IX 1939 Lublin                                            |
| 78                                            | st. ułan                                      | Stanisław Gawroński ps. „Jerzy Rymsza”        | ur. 21 I 1895, w 1934 r. porucznik rezerwy 21 puł., PKU Radom                                                                                   |
| 79                                            | st. ułan                                      | Juliusz Kamler                                | † 7 I 1919 Sulimów, jako podporucznik 1 pszwol., kawaler VM                                                                                     |
| 80                                            | st. ułan                                      | Jan Majewicz ps. „Piętka”                     | ur. 23 V 1894 |
| 81                                            | st. ułan                                      | Kazimierz Maks vel Max ps. „Krukowski”        | podpułkownik dyplomowany, szef sztabu GO „Czersk”, odznaczony VM, KN i KWx4, † 21 III 1945 Oflag VII A Murnau                                   |
| 82                                            | st. ułan                                      | Mariusz Link                                  | ur. 20 VIII 1895, w 1934 r. porucznik rezerwy łączności 6 baon telegraf., PKU Kamionka Strumiłowa                                               |
| 83                                            | st. ułan                                      | Zygmunt Platonoff ps. „Plater”                | podpułkownik dyplomowany, zastępca dowódcy 3 pszwol., odznaczony KN, OOP5, KWx4 i SKZ, † 1940 Katyń                                             |
| 84                                            | st. ułan                                      | Kazimierz Antoni Maria Rojowski ps. „Kizic”   | w 1934 r. porucznik rezerwy 7 puł., † 3 IX 1944 Warszawa                                                                                        |
| 85                                            | st. ułan                                      | Wacław Strużyński                             | w 1934 r. rotmistrz rezerwy 11 puł. |
| 86                                            | st. ułan                                      | Stefan Klemens Ustupski                       | rotmistrz, 31 VIII 1934 przeniesiony w st. spocz., odznaczony KN, KWx2, SKZ, † 1986                                                             |
| 87                                            | ułan                                          | Mirosław Olszewski                            | major rezerwy, zastępca dowódcy 7 OKR, starosta powiatowy w Słonimiu, odznaczony VM, † 20 II 1971 Kanada                                        |
| 88                                            | ułan                                          | Kazimierz Marian Wyszyński                    | porucznik rezerwy, radca poselstwa I kl., Poselstwo Polskie w Berlinie, odznaczony KN, OOP4, KW, † 3 I 1935 Berlin                              |
| 89                                            | st. ułan                                      | Józef Młodecki ps. „Sławisz”                  | ur. 21 X 1897, w 1923 r. rotmistrz 2 pszwol., w 1934 r. rotmistrz rezerwy 10 puł., odznaczony VM, KN, KW                                        |

## Absolwenci kawaleryjskiego kursu podoficerskiego
| Lp.                                    | stopień                            | imię i nazwisko oraz pseudonim               | informacje o późniejszym etapie służby wojskowej oraz dacie i miejscu śmierci                                                     |
| Ukończyli z wynikiem bardzo dobrym     | Ukończyli z wynikiem bardzo dobrym | Ukończyli z wynikiem bardzo dobrym           | Ukończyli z wynikiem bardzo dobrym                                                                                                |
| -------------------------------------- | ---------------------------------- | -------------------------------------------- | --- |
| 1                                      | kapral                             | Kazimierz Busler                             | w 1939 roku podpułkownik, dowódca 10 Pułku Ułanów Litewskich, † 25 IV 1945 Murnau                                                 |
| 2                                      | st. ułan                           | Jan Bednarczyk                               | |
| 3                                      | st. ułan                           | Marian Bobrowski                             | rotmistrz |
| 4                                      | st. ułan                           | Lucjan Stanisław Lenczowski                  | |
| 5                                      | st. ułan                           | Henryk Jędrzejowski                          | w lutym 1933 roku wyjechał do ZSRR. Jego dalsze losy są nieznane. Prawdopodobnie padł ofiarą czystek stalinowskich                |
| 6                                      | st. ułan                           | Kazimierz Kwieciński                         | |
| 7                                      | st. ułan                           | Stanisław Roman Maniak ps. „Szelest”         | w 1939 roku major, dowódca taborów 10 Brygady Kawalerii                                                                           |
| 8                                      | st. ułan                           | Czesław Ruciński                             | ur. 22 V 1891, w latach 1927–1944 wójt Zaporza, odznaczony KN                                                                     |
| 9                                      | st. ułan                           | Zdzisław Ruciński                            | rotmistrz i nadkomisarz SG, † 1940 Charków                                                                                        |
| 10                                     | st. ułan                           | Leon Suchorzewski                            | major, poseł na Sejm RP IV kadencji 1935–1938                                                                                     |
| 11                                     | st. ułan                           | Ludomir Szydłowski                           | mjr kaw. PSZ, odznaczony VM, KN i KWx2, †25 VI 1961                                                                               |
| 12                                     | ułan                               | Oskar Andrzej Berenson                       | major, kwatermistrz 12 Pułku Ułanów Podolskich, odznaczony KN, †14 IX 1939 Wiązowna                                               |
| 13                                     | ułan                               | Stefan Kolasiński                            | ur. 22 II 1895, w 1934 roku porucznik rezerwy 7 Pułku Ułanów Lubelskich                                                           |
| 14                                     | ułan                               | Tadeusz Korniłowicz ps. „Bisygoń”            | podpułkownik administracji, † 1940 Ukraińska Lista Katyńska                                                                       |
| 15                                     | ułan                               | Józef Mularczyk                              | w 1939 roku podpułkownik, dowódca 2 Pułku Strzelców Konnych, † 26 IV 1968 Warszawa                                                |
| 16                                     | ułan                               | Mieczysław Piekarski ps. „Piorun”            | |
| 17                                     | ułan                               | Józef Poznański                              | podpułkownik kawalerii (1957), †14 IV 1975 Santiago (Chile)                                                                       |
| 18                                     | ułan                               | Stanisław Sarek                              | ur. 9 V 1897, porucznik rezerwy, w 1934 roku w ewidencji PKU Krzemieniec                                                          |
| 19                                     | ułan                               | Witold Bronisław Sujkowski                   | podpułkownik dyplomowany, w 1939 roku szef sztabu 26 DP, † 15 X 1961 Penley                                                       |
| 20                                     | ułan                               | Mieczysław Twarowski ps. „Mieczysław Pilawa” | ur. 2 VIII 1894 |
| Ukończyli kurs z wynikiem dobrym       |                                    |                                              | |
| 21                                     | kapral                             | Stefan Kasimir                               | rotmistrz, odznaczony KN, KWx2, SKZ, †27 I 1935                                                                                   |
| 22                                     | kapral                             | Józef Klimczak ps. „Bartek”                  | ur. 29 VII 1887 |
| 23                                     | kapral                             | Eugeniusz Kopeć                              | 23 IX 1895 |
| 24                                     | kapral                             | Emil Kostkiewicz                             | † 26 VII 1920 Nowostawy, jako podporucznik 11 puł.                                                                                |
| 25                                     | kapral                             | Kazimierz Franciszek Merka                   | w 1932 r. rotmistrz 6 psk, odznaczony KN, w 1939 r. kapitan taborów, kierownik ref. w Dowództwie Taborów i Szefostwie Remontu     |
| 26                                     | kapral                             | Jan Misiewicz ps. „Roch”                     | w 1914 roku w I plutonie 1. Kompanii Kadrowej, w 1939 roku podinspektor PP, komendant wojewódzki w Kielcach                       |
| 27                                     | kapral                             | Antoni Nycz                                  | ur. 7 IX 1894 |
| 28                                     | kapral                             | Jan Unger                                    | ur. 15 X 1894 |
| 29                                     | kapral                             | Adam Tadeusz Frydel                          | w 1932 r. kapitan saperów, odznaczony KN i KWx3                                                                                   |
| 30                                     | st. ułan                           | Marian Bełcikowski                           | major, w 1939 roku w Biurze Inspekcji GISZ, odznaczony KN, KWx2 i SKZ                                                             |
| 31                                     | st. ułan                           | Bronisław Canti                              | KN (16 marca 1937) |
| 32                                     | st. ułan                           | Konstanty Edward Ciszowski                   | kawaler VM, odznaczony KN, KWx4, SKZ, porucznik 11 puł., major 6 baonu panc.                                                      |
| 33                                     | st. ułan                           | Jerzy Dąbrowski                              | kawaler VM, † 14 VI 1920 Hulki jako podporucznik 7 puł.                                                                           |
| 34                                     | st. ułan                           | Stanisław Hübsch                             | plutonowy 214 Pułku Ułanów, kawaler VM, † 15 XI 1920 Okienniki                                                                    |
| 35                                     | st. ułan                           | Jan Janiszewski                              | ur. 16 I 1890 |
| 36                                     | st. ułan                           | Antoni Jankowski ps. „Czarnecki”             | r. 1895 |
| 37                                     | st. ułan                           | Ludwik Konarski                              | podpułkownik piechoty, I zastępca dowódcy 24 Pułku Piechoty, odznaczony KN i KWx4                                                 |
| 38                                     | st. ułan                           | Bohdan Kosiński ps. „Bohdan”                 | ur. 31 X 1894, w 1934 r. porucznik rezerwy 11 puł., zginął w obozie koncentracyjnym                                               |
| 39                                     | st. ułan                           | Stanisław Lewiński                           | |
| 40                                     | st. ułan                           | Stanisław Lubecki                            | r. 1893 |
| 41                                     | st. ułan                           | Kazimierz Małynicz ps. „Dewajtis”            | podporucznik 7 puł.,† 18 VIII 1920 Cyców, cm. w Trawnikach                                                                        |
| 42                                     | st. ułan                           | Józef Murasik ps. „Józef Skiba”              | rotmistrz, w 1939 r. dowódca szw. zapas. 20 puł., dowódca pułku zapasowego, odznaczony KN i SKZx2                                 |
| 43                                     | st. ułan                           | Edmund Ostrowski ps. „Nałęcz”                | r. 1896 |
| 44                                     | st. ułan                           | Hieronim Pacholski ps. „Żegota”              | r. 1897 |
| 45                                     | st. ułan                           | Mikołaj Pajdowski                            | 1891–1975 |
| 46                                     | st. ułan                           | Leon Panczakiewicz                           | major, kier. ref. kaw. i tab. w Biurze Personalnym MSWojsk., odznaczony KN, KW, ZKZ i SKZ, † 1940 Charków                         |
| 47                                     | st. ułan                           | Witold Rayski vel Rajski ps. „Pędziwiatr”    | ur. 29 X 1891, w 1934 r. porucznik rezerwy, PKU Inowrocław                                                                        |
| 48                                     | st. ułan                           | Zdzisław Antoni Rudnicki ps. „Znaniecki”     | ur. 31 V 1897, w 1923 r. porucznik rezerwy 1 pszwol., w 1934 r. porucznik rezerwy 1 dżand.                                        |
| 49                                     | st. ułan                           | Witold Szczawiński ps. „Prawdzic”            | ur. 3 I 1898, w 1932 r. rotmistrz 8 psk, odznaczony KWx2                                                                          |
| 50                                     | st. ułan                           | Alfred Tarnowski ps. „Chronowski”            | ur. 12 XII 1891 |
| 51                                     | st. ułan                           | Stanisław Topolski ps. „Zbir”                | r. 1897 |
| 52                                     | st. ułan                           | Emil Wierzbiański                            | w 1939 roku major artylerii, dowódca III/33 pal, †1940 Charków                                                                    |
| 53                                     | ułan                               | Zygmunt Borkowski ps. „Zielony Brat”         | ur. 19 III 1896, członek patrolu skautów 1. kompanii kadrowej, w 1934 r. porucznik rezerwy 13 puł., PKU Postawy                   |
| 54                                     | ułan                               | Stanisław Bryniarski                         | |
| 55                                     | ułan                               | Wiktor Bystrzyński ps. „Skrzetuski”          | ur. 6 X 1893 Warszawa, 2 pluton 1. kompanii kadrowej                                                                              |
| 56                                     | ułan                               | Zygmunt Goldschlag ps. „Murzyn”              | † 29 VII 1920 Suraż jako podporucznik 201 pp, pośmiertnie mianowany kapitanem i odznaczony VM i KN                                |
| 57                                     | ułan                               | Stefan IV Grabowski                          | ur. 9 IX 1896, w 1932 rotmistrz 4 psk, odznaczony KN, KW i SKZ, kpt. tab., oficer taborowy 29 DP                                  |
| 58                                     | ułan                               | Emil Gruszecki                               | podpułkownik dyplomowany, dowódca 5 Kresowego Pułku Artylerii Przeciwpancernej, †5/6 lipca 1944 w Loreto we Włoszech              |
| 59                                     | ułan                               | Henryk Kaftański                             | w 1934 r. porucznik rezerwy 27 puł., rotmistrz, † 16 XI 1965 Rugby                                                                |
| 60                                     | ułan                               | Sławomir Kopczyński                          | |
| 61                                     | ułan                               | Jan Kraus                                    | ur. 2 VIII 1894 |
| 62                                     | ułan                               | Włodzimierz Małuszyński                      | KN (pośmiertnie 16 marca 1937) |
| 63                                     | ułan                               | Władysław Mączewski ps. „Dziewulski”         | podpułkownik, dowódca 11 puł., odznaczony VM, KN, OOP5, KWx4, SKZ, † 20 II 1979                                                   |
| 64                                     | ułan                               | Stanisław Nadstawny                          | ur. 30 IV 1897, w 1934 r. porucznik rezerwy 21 puł., PKU Warszawa Miasto III                                                      |
| 65                                     | ułan                               | Franciszek Stochła ps. „Albert”              | ur. 2 X 1896 |
| 66                                     | ułan                               | Zygmunt Trzebiński                           | ur. 27 X 1888 |
| 67                                     | ułan                               | Antoni Wapiński                              | † 28 I 1919 Krystynopol jako podporucznik 1 pszwol., kawaler VM                                                                   |
| 68                                     | ułan                               | Leon Józef Wasiuta                           | ur. 26 III 1893, w 1934 r. porucznik rezerwy 22 puł., PKU Płońsk                                                                  |
| 69                                     | ułan                               | Bohdan Konstanty Wieczorkiewicz              | major, I zastępca dowódcy 11 puł., kawaler VM, odznaczony KN, KWx3 i SKZ, † 1949 Wielka Brytania                                  |
| 70                                     | ułan                               | Eustachy Włodzimierz Zadorecki ps. „Zadora”  | w 1932 r. kapitan 24 pal, odznaczony KN i KW, † 27 IX 1944 Oflag VI B Dössel                                                      |
| 71                                     | ułan                               | Wacław Zatorski                              | major dyplomowany kawalerii, odznaczony KN, KWx2 i SKZ, † 4 XII 1970 Grójec                                                       |
| Ukończyli kurs z wynikiem dostatecznym |                                    |                                              | |
| 72                                     | wachmistrz                         | Franciszek Bukowski ps. „Szkatuła”           | † 19 IV 1919 Wilno, jako wachmistrz 1 pszwol.                                                                                     |
| 73                                     | wachmistrz                         | Szymon Kot                                   | r. 1889 |
| 74                                     | wachmistrz                         | Witold Józef Ślusarko ps. „Czarnota”         | r. 1894 |
| 75                                     | kapral                             | Stanisław Białowiejski ps. „Jastrzębiec”     | członek patrolu skautów 1. kompanii kadrowej, major, † XII 1967 Tuscon                                                            |
| 76                                     | kapral                             | Władysław Bryniarski                         | r. 1895 |
| 77                                     | kapral                             | Adolf Marian Czarnota                        | rotmistrz 4 psk, † 1940 Charków, kawaler VM, odznaczony KN, KWx2                                                                  |
| 78                                     | kapral                             | Józef Drozd ps. „Milewski”                   | r. 1894 |
| 79                                     | kapral                             | Leopold Konrad Peszkowski ps. „Lwowiak”      | kawaler VM jako chorąży 11 puł., odznaczony KN i KWx2, podpułkownik, dowódca 4 psk AK, † 31 VII 1974                              |
| 80                                     | st. ułan                           | Jan Czajkowski                               | ur. 16 VIII 1898 |
| 81                                     | st. ułan                           | Władysław Czerwiński                         | ur. 11 XII 1892 |
| 82                                     | st. ułan                           | Jan Habior                                   | r. 1892 |
| 83                                     | st. ułan                           | Kazimierz Jaroszewicz ps. „Kazimierz Opoka”  | ur. 13 V 1897 |
| 84                                     | st. ułan                           | Stanisław Kossowski ps. „Dołęga”             | ur. 1 VII 1893, w 1932 r. rotmistrz, dowódca 3 Szwadronu Pionierów, KN i KWx2                                                     |
| 85                                     | st. ułan                           | Józef Marciński                              | 1897–1918 |
| 86                                     | st. ułan                           | Eugeniusz Przeździecki                       | ur. 27 IX 1894 Serniki, od 7 III 1937 r. prezes Zarządu Oddziału Lubelskiego ZLP                                                  |
| 87                                     | st. ułan                           | Wincenty Stroynowski                         | † 5 VI 1920 Szczołne jako podporucznik 11 puł.                                                                                    |
| 88                                     | st. ułan                           | Bolesław Strzałkowski                        | |
| 89                                     | st. ułan                           | Adam Świderski ps. „Huzarski”                | ur. 23 IV 1897 |
| 90                                     | st. ułan                           | Franciszek Szałach ps. „Dąbek”               | ur. 19 III 1892 Grabowa, w I Brygadzie Legionów od 10 IX 1914 do 15 VII 1917                                                      |
| 91                                     | st. ułan                           | Ksawery Święcicki                            | w 1939 roku major, dowódca dyonu rozp. 10 Brygady Kawalerii                                                                       |
| 92                                     | ułan                               | Kazimierz Jan Antoniewicz                    | ur. 7 III 1896, w 1932 r. rotmistrz 2 ppanc i 14 puł., odznaczony KN, † 21 V 1966 cm. Lipowy w Gliwicach                          |
| 93                                     | ułan                               | Marian Bednarski                             | wachmistrz 9 puł., kawaler VM, osadnik wojskowy w gm. Buhryń                                                                      |
| 94                                     | ułan                               | Tadeusz Bayger                               | w Legionach Polskich od 4 VIII 1914 jako ochotnik oddziału konnego Śniadowskiego                                                  |
| 95                                     | ułan                               | Stanisław Bieniarz                           | |
| 96                                     | ułan                               | Czesław Gruszka ps. „Czesław”                | r. 1896 |
| 97                                     | ułan                               | Marian Januszewski ps. „Bosak”               | ur. 21 I 1898, zm. 28 VI 1925 Lublin, wachmistrz, odznaczony KW                                                                   |
| 98                                     | ułan                               | Stefan Kit                                   | r. 1895, do 7 I 1916 chory w szpitalu epidemiologicznym w Lublinie, 1 szwadron kawalerii                                          |
| 99                                     | ułan                               | Zbigniew Mysyrowicz                          | kawaler VM jako podporucznik 5 psk,                                                                                               |
| 100                                    | ułan                               | Tadeusz Nowakowski                           | major, odznaczony KN, KW, SKZ, w 1939 r. komendant Kwatery Głównej Wileńskiej BK, † 1940 Charków                                  |
| 101                                    | ułan                               | Bohdan Piotrowski                            | ur. 12 II 1896, w 1932 r. rotmistrz 6 psk, odznaczony KN, † 1951 Wielka Brytania                                                  |
| 102                                    | ułan                               | Wacław Pstruszyński                          | r. 1896, plutonowy 7 puł., kawaler VM                                                                                             |
| 103                                    | ułan                               | Bolesław Suwardt                             | 23 I 1919 jako plutonowy III baonu kpt. Trapszo wyróżnił się w walkach pod Kostopolem, w trakcie których został trzykrotnie ranny |
| 104                                    | ułan                               | Jan Tuszowski „Sęp”                          | r. 1890, kawaler VM, starszy wachmistrz 7 puł.                                                                                    |
| 105                                    | ułan                               | Edmund Tymiński                              | |
| 106                                    | ułan                               | Jerzy Wróblewski                             | r. 1893, akademik |
| 107                                    | ułan                               | Władysław Zawadka                            | † 6 IX 1919 Bohdanów, jako wachmistrz 1 pszwol.                                                                                   |